# Neopomacentrus fuliginosus
 Neopomacentrus fuliginosus és una espècie de peix de la família dels pomacèntrids i de l'ordre dels perciformes.

## Morfologia
Els mascles poden assolir els 11 cm de longitud total.

## Distribució geogràfica
Es troba des de Kenya fins a Moçambic.